# Équipe de Suisse de football en 1992
Cet article présente les résultats de l'équipe de Suisse de football lors de l'année 1992. En janvier et août, elle rencontre pour la première fois les équipes des Émirats arabes unis et d'Estonie.

## Bilan
|           | Nombre de matchs | Victoires | Défaites | Matchs nuls | Buts marqués | Buts encaissés |
| Domicile  | 4                | 3         | 1        | 0           | 8            | 4              |
| Extérieur | 4                | 2         | 1        | 1           | 11           | 4              |
| Neutre    | 0                | 0         | 0        | 0           | 0            | 0              |
| Total     | 8                | 5         | 2        | 1           | 19           | 8              |

## Matchs et résultats
| Match amical                                | Émirats arabes unis | 0 - 2   | Suisse                    | Maktoum Bin Rashid Al Maktoum, Dubaï             |                                                  |
| 26 janvier 1992 · Historique des rencontres |                     | (0 - 1) | 7e B. Sutter · 57e Bonvin | Spectateurs : 2 000 Arbitrage : Ibrahim Al Amach | Spectateurs : 2 000 Arbitrage : Ibrahim Al Amach |
| 26 janvier 1992 · Historique des rencontres | Rapport             |         |                           | Spectateurs : 2 000 Arbitrage : Ibrahim Al Amach | Spectateurs : 2 000 Arbitrage : Ibrahim Al Amach |

| Match amical                             | République d'Irlande            | 2 - 1   | Suisse        | Lansdowne Road, Dublin                          |                                                 |
| 25 mars 1992 · Historique des rencontres | Coyne 28e · Aldridge 89e (pen.) | (1 - 1) | 26e A. Sutter | Spectateurs : 23 601 Arbitrage : Raul Dominguez | Spectateurs : 23 601 Arbitrage : Raul Dominguez |
| 25 mars 1992 · Historique des rencontres | Rapport                         |         |               | Spectateurs : 23 601 Arbitrage : Raul Dominguez | Spectateurs : 23 601 Arbitrage : Raul Dominguez |

| Match amical                              | Suisse  | 0 - 2   | Bulgarie                     | Wankdorf, Berne                             |                                             |
| 28 avril 1992 · Historique des rencontres |         | (0 - 1) | 40e Sirakov · 47e Kostadinov | Spectateurs : 2 000 Arbitrage : Markus Merk | Spectateurs : 2 000 Arbitrage : Markus Merk |
| 28 avril 1992 · Historique des rencontres | Rapport |         |                              | Spectateurs : 2 000 Arbitrage : Markus Merk | Spectateurs : 2 000 Arbitrage : Markus Merk |

| Match amical                            | Suisse         | 2 - 1   | France     | La Pontaise, Lausanne                          |                                                |
| 27 mai 1992 · Historique des rencontres | Bonvin 28e 73e | (1 - 1) | 20e Divert | Spectateurs : 21 000 Arbitrage : Alfred Wieser | Spectateurs : 21 000 Arbitrage : Alfred Wieser |
| 27 mai 1992 · Historique des rencontres | Rapport        |         |            | Spectateurs : 21 000 Arbitrage : Alfred Wieser | Spectateurs : 21 000 Arbitrage : Alfred Wieser |

| Éliminatoires CM 1994                    | Estonie | 0 - 6   | Suisse                                                    | Kadrioru, Tallinn                                  |                                                    |
| 16 août 1992 · Historique des rencontres |         | (0 - 2) | 22e 69e Chapuisat · 30e Bregy · 46e 67e Knup · 85e Sforza | Spectateurs : 3 000 Arbitrage : Michał Listkiewicz | Spectateurs : 3 000 Arbitrage : Michał Listkiewicz |
| 16 août 1992 · Historique des rencontres | Rapport |         |                                                           | Spectateurs : 3 000 Arbitrage : Michał Listkiewicz | Spectateurs : 3 000 Arbitrage : Michał Listkiewicz |

| Éliminatoires CM 1994                        | Suisse                  | 3 - 1   | Écosse      | Wankdorf, Berne                                     |                                                     |
| 9 septembre 1992 · Historique des rencontres | Knup 2e 72e · Bregy 82e | (1 - 1) | 15e McCoist | Spectateurs : 12 000 Arbitrage : Mario van der Ende | Spectateurs : 12 000 Arbitrage : Mario van der Ende |
| 9 septembre 1992 · Historique des rencontres | Rapport                 |         |             | Spectateurs : 12 000 Arbitrage : Mario van der Ende | Spectateurs : 12 000 Arbitrage : Mario van der Ende |

| Éliminatoires CM 1994                       | Italie                  | 2 - 2   | Suisse                    | Sant'Elia, Cagliari                              |                                                  |
| 14 octobre 1992 · Historique des rencontres | Baggio 83e · Eranio 90e | (0 - 2) | 18e Ohrel · 21e Chapuisat | Spectateurs : 32 000 Arbitrage : Peter Mikkelsen | Spectateurs : 32 000 Arbitrage : Peter Mikkelsen |
| 14 octobre 1992 · Historique des rencontres | Rapport                 |         |                           | Spectateurs : 32 000 Arbitrage : Peter Mikkelsen | Spectateurs : 32 000 Arbitrage : Peter Mikkelsen |

| Éliminatoires CM 1994                        | Suisse                                 | 3 - 0   | Malte | Wankdorf, Berne                                   |                                                   |
| 18 novembre 1992 · Historique des rencontres | Bickel 2e · Sforza 45e · Chapuisat 90e | (2 - 0) |       | Spectateurs : 14 000 Arbitrage : Sergei Khusainov | Spectateurs : 14 000 Arbitrage : Sergei Khusainov |
| 18 novembre 1992 · Historique des rencontres | Rapport                                |         |       | Spectateurs : 14 000 Arbitrage : Sergei Khusainov | Spectateurs : 14 000 Arbitrage : Sergei Khusainov |